# Thomas Maria Freihart
Thomas Maria Freihart OSB (* 1960 in Raitenbuch bei Berching als Josef Freihart) ist ein deutscher Benediktinermönch und Abt des Klosters Weltenburg in Niederbayern. Er ist der dienstälteste Abt der Bayerischen Benediktinerkongregation.

## Leben
Josef Freihart wurde als ältester Sohn von acht Kindern geboren. 1980 wurde er Novize im Kloster Plankstetten und nahm den Ordensnamen Thomas Maria an. 1981 legte er dort die zeitliche Profess und 1984 seine ewige Profess ab. An der Universität Eichstätt studierte er Theologie. Am 27. September 1986 weihte Bischof Karl Braun ihn zum Priester. Am folgenden Tag feierte er in Raitenbuch seine Heimatprimiz. Von 1988 bis 1991 studierte er an der Benediktinerhochschule Sant’ Anselmo in Rom und schloss mit dem Lizenziat ab. Danach leitete er das Gästehaus im Kloster Plankstetten. Nach der Wahl von Gregor Maria Hanke zum Abt von Plankstetten wurde er zum Prior und Novizenmeister ernannt. Am 2. Oktober 1995 postulierten die Mönche des Klosters Weltenburg ihn zum Prior-Administrator und somit zum Nachfolger von Thomas Niggl. Am 25. Juni 1998 wurde er dann zum Abt gewählt und am 19. September erhielt er von Bischof Manfred Müller die Abtsbenediktion. Sein Wahlspruch als Abt ist Caritatem non derelinquere – „Von der Liebe nicht lassen“ – aus der Regula Benedicti (Kapitel 4).